# NGC 806/2
NGC 806/2 је спирална галаксија у сазвежђу Кит која се налази на NGC листи објеката дубоког неба.
Деклинација објекта је - 9° 55' 46" а ректасцензија 2h 3m 32,4s. Привидна величина (магнитуда) објекта NGC 806 износи 14,7 а фотографска магнитуда 15,5. NGC 8062 је још познат и под ознакама MCG -2-6-21, PGC 3100716.
NGC 806/2 није била укључена у оригиналну верзију Новог општег каталога, већ је додата касније у оквиру допуњеног издања каталога.

## Интеракција са галаксијом NGC 806/1
NGC 806/2 и спирална галаксија NGC 806/1 чине пар галаксија које се налазе у гравитационој интеракцији. Ове галаксије се налазе или у процесу судара, или су резултат раније колизије.